# アルバート・イングハム
アルバート・エドワード・イングハム（英語: Albert Edward Ingham、1900年4月3日 – 1967年9月6日）は、イギリスの数学者である。専門は解析的整数論であり、素数分布の研究で知られる。

## 生涯
イングハムは1900年4月3日にノーサンプトンで誕生した。第一次世界大戦中にイギリス陸軍での兵役を経験した後、1919年1月にケンブリッジ大学トリニティ・カレッジで数学を学び始めた。ケンブリッジ大学の数学トライポスでは、最優秀の「ラングラー」として傑出した成績を収め、1922年にはトリニティ・カレッジのフェローに選出された。また、1851年リサーチフェローシップも受けている。
1926年にはリーズ大学のリーダー（Reader）に就任したが、1930年にケンブリッジ大学キングス・カレッジのフェロー兼講師としてケンブリッジに戻った。これはフランク・ラムゼイの死後、彼の後任としての任命であった。イングハムはC・ブライアン・ハゼルグローブ、ヴォルフガング・フックス、クリストファー・フーレイらの博士課程の指導教官も務めた。
1932年には唯一の著書である『素数の分布について（On the Distribution of Prime Numbers）』を出版し、これは解析的整数論の古典として評価されている。1959年に教職を引退した。
1967年9月6日、67歳でスイスにて死去した。

## 業績
イングハムの主な研究分野は解析的整数論であり、特に素数分布に関する重要な貢献を果たした。
- 素数間隔に関する成果: 1937年、彼はリーマンゼータ関数と素数計数関数πに関する以下の定理を証明した。ある正の定数 c について、もし ζ(1/2 + it) = O(t^c) が成り立つならば、任意の θ > (1+4c)/(2+4c) に対して π(x + x^θ) - π(x) ~ x^θ / log x が成り立つ。当時の最良の c の値を用いることで、この結果からn番目の素数を p_n、n番目の素数間隔を g_n = p_{n+1} - p_n としたときに、 g_n < p_n^{5/8} が導かれることを示した。
- タウバー型定理: ノルベルト・ウィーナーによって示唆されたタウバー型定理についても証明を行い、ウィーナーが開発した手法を応用した。
- リーマン予想: リーマン予想に関連する研究も行い、リーマン予想が偽である場合の反例を構築するための巧妙な方法を1942年に考案した。彼の方法を用いて、R.S.レーマンは1960年に反例 L(906180359) = 1 を発見した。

## 栄誉
- 1921年：スミス賞を受賞。
- 1945年：王立協会フェロー（FRS）に選出された。
- 1953年：数学解析のリーダー（Reader in Mathematical Analysis）に就任した。

## 私生活
イングハムは1932年にローズ・マリー・「ジェーン」・タッパー＝ケアリーと結婚し、2人の息子をもうけた。彼は非常に質素な生活を送ったとされ、緻密な正確さの体現者であったと評されている。講義は力強く明快であり、試験問題の作成のような地味な仕事にも高い基準を適用したという。